# Commissione parlamentare
Una commissione parlamentare è un collegio endorganico, composto da un numero di parlamentari incaricati di esaminare una determinata materia o una singola questione, attribuita alla sua competenza dal regolamento, da una delibera o, in alcuni casi dalla legge. Il più delle volte, le commissioni parlamentari sono composte da un certo numero di parlamentari secondo criterio proporzionale, calcolato rispetto ai numeri dell'organo maggiore  (il plenum).

## Funzioni
Le commissioni che siedono in permanenza, nei parlamenti moderni, sono quelle che svolgono i lavori funzionali alla procedura legislativa e preparano le sessioni nelle assemblee plenarie: sono diventate, nel corso del XX secolo, organi essenziali nel funzionamento quotidiano delle Camere dei parlamenti, in particolare per lo sviluppo delle politiche pubbliche; svolgono inoltre un ruolo nel monitoraggio dell'attività del governo e nella consultazione pubblica sulle varie questioni che guidano la società.
Nel complesso ci sono tre sistemi diversificati di commissioni, in Europa: comitati ad hoc come nel Regno Unito e in Irlanda, comitati specializzati per materia (Finlandia, Islanda, Norvegia, Svezia, Svizzera) e commissioni specializzate con diverse funzioni (ad esempio in Francia).

## Europa
Le commissioni dei parlamenti europei differiscono le une dalle altre, oltre che per la varietà di funzioni, "anche in virtù della loro maggiore o minore autonomia dall’assemblea e dai suoi uffici di presidenza. A tale proposito, va rilevato che, benché le sedute delle commissioni siano convocate dai presidenti delle stesse – anche se nel caso francese possono essere convocate dal presidente dell’Assemblea su richiesta del governo – vi sono delle differenze notevoli (e quindi, una differente autonomia) per quel che concerne il potere delle commissioni di eleggere i propri presidenti e uffici. Per esempio, in Francia e in Italia, i presidenti sono quasi sempre eletti fra i parlamentari appartenenti ai partiti della maggioranza nelle commissioni medesime. In Germania, le presidenze delle commissioni, che pure sono elette dai componenti delle stesse commissioni, sono ripartite proporzionalmente fra i vari partiti parlamentari. Nel Regno Unito, per contro, i presidenti delle commissioni parlamentari sono scelti dallo speaker della Camera dei comuni che viene eletto dal partito che ha ottenuto la maggioranza parlamentare".

### Gran Bretagna
Le commissioni permanenti della Camera dei comuni "sono istituite appositamente per discutere specifici progetti di legge e durano soltanto per il tempo di durata dell’iter legislativo del progetto di legge di loro competenza. Pertanto, hanno un mandato piuttosto mirato che può contribuire positivamente all’efficacia dell’attività della commissione. In secondo luogo, il disegno istituzionale (poteri, competenze, ecc.) di tali commissioni permanenti della Camera dei comuni sembra fatto apposta per garantire la massima efficacia dell’azione del governo. Il regolamento stabilisce, infatti, che l’esame dei progetti di legge di origine governativa abbia la precedenza sull’esame di tutti i disegni di legge di origine parlamentare in tutte le commissioni permanenti tranne una (art. 84.3 del regolamento). In tal modo, l’analisi dei progetti di legge di origine governativa non viene ostruita o rallentata dall’esame di leggi e leggine introdotte dai singoli parlamentari, con grande beneficio dell’azione di governo. Infine, per favorire ulteriormente l’azione del governo, il Regolamento stabilisce che i progetti legislativi di origine governativa all’esame di una data commissione vengano esaminati nell’ordine richiesto dal governo medesimo (art. 84.3). Alla luce di queste disposizioni, le commissioni della Camera dei comuni sono poste in condizione non soltanto di operare efficacemente, ma anche di fornire risposte tempestive alle esigenze del governo in questo modo contribuendo a promuovere una efficace azione governativa".

### Francia
L'avvento del parlamentarismo inglese in Francia ha permesso lo sviluppo di un nuovo concetto di commissioni parlamentari, specifico per la Francia, dove nel periodo rivoluzionario si giunse all'onnipotenza dei comitati della Convenzione nazionale, i veri detentori del potere. Come sottolinea Eugène Pierre, "dal 1792 al 1795, i comitati della Convenzione furono i veri depositari del potere esecutivo". In reazione agli eccessi della Convenzione, nella seconda Repubblica si finirà con il vietare le commissioni per paura di vederle acquisire troppo potere. Solo nel 1902, nella Terza Repubblica, una risoluzione della Camera dei deputati adottò un sistema di commissioni permanenti. Infine, ispirata dalla volontà di istituire un "parlamentarismo razionalizzato", la Quinta Repubblica ha cercato di raggiungere un equilibrio: dà delle commissioni parlamentari una definizione che appare come una sintesi di modelli precedenti: numerosi articoli della Costituzione dell'ottobre 1958 - e in particolare l'articolo 43 - sono dedicati alle commissioni con funzione legislativa; si prevede in sostanza il ricorso in linea di principio alle commissioni speciali istituite ad hoc per l'esame preparatorio dei testi legislativi, nonché una limitazione a sei - per assemblea - del numero di commissioni permanenti.
Anche in Francia, quindi, "le commissioni permanenti sono dette tali perché esse permangono ovvero durano per l’intero arco di una legislatura; per contro, le commissioni speciali vengono create per affrontare specifiche proposte legislative per un lasso di tempo determinato. Nel caso francese, per esempio, una commissione speciale può venire istituita su richiesta del governo (art. 30 del regolamento) o per decisione dell’Assemblea (art. 31) e dura fino a quando si sia raggiunta una decisione definitiva sul progetto di legge che era stata chiamata a esaminare".

## Stati Uniti d'America
Le commissioni "sono tra le strutture organizzative più importanti del Congresso degli Stati Uniti. Esistono almeno tre tipi di commissioni: vi sono le commissioni speciali che vengono istituite per analizzare questioni specifiche e che non hanno potere di introdurre della legislazione; vi sono le commissioni permanenti che hanno specifiche competenze e responsabilità legislative; e vi sono, infine le commissioni bicamerali il cui compito è spesso quello di far sì che un medesimo testo di legge sia accettabile e venga votato da entrambe le Camere".
(Lowi, Ginsberg e Shepsle, American Government. Power and Purpose, New York, Norton, 2002, p. 186)
Esiste una previsione di legge che tutela le commissioni parlamentari del Congresso USA, estendendo ad esse la tutela contro lo spergiuro: nei parlamenti di tipo anglosassone questa possibilità è per lo più fatta discendere in via consuetudinaria dalla disciplina del contempt of Parliament, che oltre allo spergiuro sanziona anche il rifiuto di presentarsi alle convocazioni delle commissioni d'inchiesta.